# Joseph Olivadoti
Giuseppe (Joseph) Olivadoti (Cortale (regio Calabrië), 7 november 1893 – Long Beach (Californië), 28 september 1977) was een Italiaans-Amerikaans componist, muziekpedagoog, hoboïst en mandolinespeler.

## Levensloop
Olivadoti emigreerde in 1911 van zijn geboortestad naar de Verenigde Staten. In de beginjaren speelde hij hobo in zogenoemde Community Bands en orkesten binnen de Italiaanse wijken in New York en later in Atlantic City in de bekende "DeVito Band". In 1914 vertrok hij naar Hibbing (Minnesota). In 1925 werd hij genaturaliseerd. Van 1927 tot 1937 was hij hoboïst in de door Harold Bachman opgerichte en gedirigeerde "Million Dollar Band" in Chicago en ook van het Chicago Symphony Orchestra. Geurende deze periode werd hij docent aan het VanderCook College of Music in Chicago.
Tijdens de Tweede Wereldoorlog werd hij ingetogen en was arrangeur van 1942 tot 1945 in de United States Navy Band of Chicago. Na de oorlog vertrok hij naar Long Beach (Californië) en was van 1958 tot 1969 lid van de "Long Beach (California) Municipal Band". Altijd was hij componist en schreef een groot aantal werken voor harmonieorkest en talrijke methodes en andere pedagogische werken voor verschillende blaasinstrumenten. Daarnaast was hij - ook na zijn periode als muzikant - vele jaren muziekleraar.

## Composities

### Werken voor orkest
- Mars zonder titel
- Symphonett
- Tango Napolitano

### Werken voor harmonieorkest

#### Ouvertures
- 1940 Premier
- 1941 Peasant Life
- 1941 Sunbeam
- 1941 Tremontier
- 1942 Afrikander
- 1942 Ponce de Leon
- 1945 Mannequin's Festival
- 1945 Triumph of Ishtar
- 1947 Carnival of Roses
- 1948 Beau sabreur
- 1950 Apple Valley

- 1950 Pacific Grandeur
- 1951 Sunnyland
- 1952 Avalon Nights
- 1953 Laureate
- 1953 Pacific Waves
- 1953 The Enchanted Canyon
- 1955 Magnolia
- 1956 Prudence
- 1956 Venetian Holiday
- 1957 Green Valley
- 1958 Ensenada

- 1958 Victory
- 1959 Flambeau
- 1960 Pacific Sunset
- 1961 Forest Splendor
- 1965 Steeps of Kalmarr
- 1967 Sun Prairie
- Legend of Lonesome Lake
- Making Overtures
- Serenade
- To a Wild Rose

#### Marsen
- 1929 Electronic
- 1931 Hall of Fame
- 1931 Concert March
- 1934 Triumphant
- 1935 Legionaires on Parade
- 1935 Venetian Festival
- 1936 Air Waves[1]
- 1936 March of Youth
- 1936 National Victors
- 1936 Spirit of Our Navy
- 1936 Wings of Victory
- 1938 Comet
- 1938 Monarch

- 1938 Tournament Parade
- 1940 El Caballero
- 1941 Scepter of Liberty
- 1941 Susie
- 1942 Eagle Squadron
- 1942 With Freedom's Flag
- 1943 Homage to Youth
- 1943 The Cruiser Chicago
- 1943 We're the Navy - tekst: C. Andersen
- 1945 We're the Army of the U.S.A.
- 1950 Fete Triumphal
- 1950 Springtime Festival
- 1956 Pride and Progress

- 1957 Our Glorious Land, concertmars
- 1959 Look Forward
- 1968 The Naval Sea Cadet March
- 1977 Castle Woods
- Dawn of Peace
- Flame of Freedom
- Lotta Baudistica
- Ricordi d'Italia
- Spirit of Friendship
- The Clipper Ship
- The Navigator March
- Three-Score Band
- Washingtonians

#### Andere werken voor harmonieorkest
- 1936 Zaragoza
- 1937 Pan-American
- 1938 Tango de Amor
- 1947 South of Rio, selectie met melodieën vanuit Zuid-Amerika
- 1948 Tango Cubano
- 1955 Latin Holiday
- 1955 Minuet
- 1956 Dancing Mocking Birds
- 1957 Golden Butterfly
- 1959 Cinderella
- 1959 Impressions of the Painted Desert
- A Red Rose
- Antoinet
- La Spagnola
- One Autumn Day
- Polka zonder titel
- Tango Romantico
- Welcome Franceschina

### Vocale muziek
- All Alone With You - tekst: F. Randall
- All Thru the Lonely Night - tekst: C. Andersen
- Basking in Your Loveliness
- Good Night, Sweet Jesus
- Mira Il Tuo Popolo en Noi Vagliam Dio
- My Oriental Rose - tekst: F. Marcella
- Nostra Calabria Innoalla Calabria
- The Golden Hail Mary - tekst: S. Ruff

### Kamermuziek
- Divertimento, voor dwarsfluit, hobo en klarinet

### Werken voor mandoline of mandolineorkest
- Canti d'Estate
- Dolci Pensieri
- Guantamo
- La Comparsita
- Mama...yo guiero un novio
- Santa Lucia Luntana
- Serenata Sentimentale
- Siboney
- Strina
- Tango delle Rose
- Travaglia e Sogno
- Untitled Overture

### Pedagogische werken
- 1913 Part Book No. 4, voor twee mandolines
- 1913 Part Book No. 4, voor gitaar
- 1922 Part Book, voor gitaar
- 1927 Part Books, voor twee mandolines en gitaar
- Cadet Concert Folio
- Classical to Modern Concert Band Folio
- Concert and Assembly Band Folio (1/4)
- Concert and Assembly Band Folio (2/4)
- Concert and Assembly Band Folio (3/4)
- Concert and Assembly Band Folio (4/4)
- Festival Concert Folio

## Media
1. ↑  Air Waves March door "Georgia Middle School All State Band" o.l.v. Nola Jones. Gearchiveerd op 11 oktober 2016.

- International Standard Name Identifier: 0000 0000 4553 1359
- Library of Congress Control Number: no99065952
- Bibliotheek van het Japanse parlement: 00451733
- Virtual International Authority File: 189149294082680520386